# Sauer (Frankrijk)

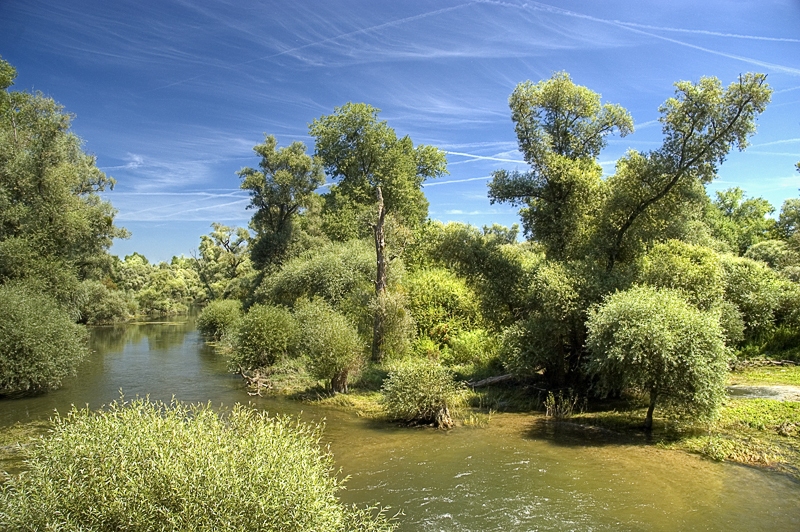
De Sauer delta bij Munchhausen.

De Sauer is een riviertje dat ontspringt in Rijnland-Palts (Duitsland) en via de Elzas (Frankrijk) naar de Rijn stroomt. De bron ligt dicht bij de Duits-Franse grens in het Pfälzer Woud en aan de bovenloop wordt zij Saarbach genoemd. Zij loopt dan zuidwaarts Frankrijk binnen bij Schönau en eindigt ten noorden van Haguenau in de Rijn die daar ook de Frans-Duitse grens vormt. De totale lengte is 70 km.
- Virtual International Authority File: 244079146